# Adama Boiro
Adama Boiro (Dakar, Senegal, 22 de junio de 2002) es un futbolista senegalés, y nacionalizado español, que juega de lateral izquierdo en el Athletic Club de la Primera División.

## Trayectoria
Nacido en Dakar, capital de Senegal, con cuatro años llegó a Pamplona junto a sus padres para instalarse en el barrio de San Jorge. Comenzó su carrera deportiva jugando como delantero en el equipo benjamín del J. D. San Jorge, donde coincidió con Nico Williams.Posteriormente, se marchó a las categorías inferiores del Ardoi FE porque su hermana melliza jugaba en su equipo de baloncesto.
En 2014, tras tres temporadas en el equipo zizurtarra, se incorporó en edad infantil a la cantera del CA Osasuna.El 11 de septiembre de 2021 debutó con Osasuna "B" en Segunda Federación. En su primera campaña en el filial logró el ascenso a Primera Federación, aunque sólo fue titular en una ocasión. En la siguiente temporada, Santi Castillejo le recolocó como lateral izquierdo y fue titular en quince ocasiones.
Inició la temporada 2023-24 como titular indiscutible en el filial navarro, pero el 24 de enero el Athletic Club pagó su cláusula cifrada en dos millones de euros para que jugara en el Bilbao Athletic.En el filial rojiblanco continuó como titular y logró su segundo ascenso a Primera Federación.
El 28 de agosto de 2024 debutó como titular con el Athletic Club, en Primera División, en San Mamés con una victoria frente al Valencia CF (1-0).Tres meses después logró su primer gol como rojiblanco, en Liga Europa de la UEFA, frente al IF Elfsborg en San Mamés (3-0).

## Estadísticas

### Clubes
Actualizado al último partido disputado el 19 de octubre de 2024.
| Club                            | Div.          | Temporada     | Liga  | Liga  | Liga   | Copas nacionales | Copas nacionales | Copas nacionales | Copas internacionales | Copas internacionales | Copas internacionales | Total | Total | Total  |
| Club                            | Div.          | Temporada     | Part. | Goles | Asist. | Part.            | Goles            | Asist.           | Part.                 | Goles                 | Asist.                | Part. | Goles | Asist. |
| ------------------------------- | ------------- | ------------- | ----- | ----- | ------ | ---------------- | ---------------- | ---------------- | --------------------- | --------------------- | --------------------- | ----- | ----- | ------ |
| C. A. Osasuna Promesas · España | 2.ª F         | 2021-22       | 24    | 1     | 0      | ―                | ―                | ―                | ―                     | ―                     | ―                     | 24    | 1     | 0      |
| C. A. Osasuna Promesas · España | 1.ª F         | 2022-23       | 24    | 0     | 0      | ―                | ―                | ―                | ―                     | ―                     | ―                     | 24    | 0     | 0      |
| C. A. Osasuna Promesas · España | 1.ª F         | 2023-24       | 19    | 0     | 5      | ―                | ―                | ―                | ―                     | ―                     | ―                     | 19    | 0     | 5      |
| C. A. Osasuna Promesas · España | Total club    | Total club    | 63    | 1     | 5      | 0                | 0                | 0                | 0                     | 0                     | 0                     | 63    | 1     | 5      |
| Bilbao Athletic · España        | 2.ª F         | 2023-24       | 13    | 1     | 3      | ―                | ―                | ―                | ―                     | ―                     | ―                     | 13    | 1     | 3      |
| Bilbao Athletic · España        | Total club    | Total club    | 13    | 1     | 3      | 0                | 0                | 0                | 0                     | 0                     | 0                     | 13    | 1     | 3      |
| Athletic Club · España          | 1.ª           | 2024-25       | 18    | 0     | 0      | 1                | 0                | 0                | 1                     | 1                     | 1                     | 20    | 1     | 1      |
| Athletic Club · España          | 1.ª           | 2025-26       | 0     | 0     | 0      | 0                | 0                | 0                | 0                     | 0                     | 0                     | 0     | 0     | 0      |
| Athletic Club · España          | Total club    | Total club    | 18    | 0     | 0      | 1                | 0                | 0                | 1                     | 1                     | 1                     | 20    | 1     | 1      |
| Total carrera                   | Total carrera | Total carrera | 94    | 3     | 9      | 1                | 0                | 0                | 1                     | 1                     | 1                     | 96    | 3     | 9      |